# Санисајд (Јута)
Санисајд (енгл. Sunnyside) град је у америчкој савезној држави Јута.

## Демографија
По попису из 2010. године број становника је 377, што је 27 (-6,7%) становника мање него 2000. године.
| Група             | 2000.       | 2010.       |
| Белци             | 319 (79,0%) | 310 (82,2%) |
| Афроамериканци    | 2 (0,5%)    | 3 (0,8%)    |
| Азијати           | 0 (0,0%)    | 0 (0,0%)    |
| Хиспаноамериканци | 82 (20,3%)  | 53 (14,1%)  |
| Укупно            | 404         | 377         |